# Corumbataí do Sul
Corumbataí do Sul là một đô thị thuộc bang Paraná, Brasil. Đô thị này có diện tích 164,442 km², dân số năm 2007 là 4291 người, mật độ 26,1 người/km².